# Aderus geniculatus
Aderus geniculatus é uma espécie de inseto besouro da família Aderidae. Foi descrita cientificamente por George Charles Champion em 1893.

## Distribuição geográfica
Habita no México.